# Артуров, Артур Артурович
Артур Артурович Артуров (наст. фам. — Грипп; 10 апреля 1901, — ст. Ингода, Забайкальская железная дорога — 22 мая 1973, Новосибирск) — советский работник радиовещания, диктор Новосибирского радио (1935—1970), сотрудник Новосибирской студии кинохроники.

## Биография
Родился 10 апреля 1901 года на станции Ингода при Забайкальской железной дороге. Его родители были уроженцами финского Гельсингфорда, которые во время сооружения Великого Сибирского пути переселились в Забайкалье. Отец работал железнодорожным машинистом.
В мае 1919 года окончил реальное училище, после чего служил в Белой армии атамана Г. М. Семёнова. С августа этого года учился в радиошколе на Читинской радиостанции, одновременно работал помощником дизелиста, станционным кочегаром и т. д. С переходом Читы под власть Красной армии перевёлся в канцелярию радиостанции, позднее — в эксплуатационную роту связи (Чита).
Больше трёх лет находился на службе в РККА. В 1924 году был демобилизован. Получив образование на четырехмесячных юридических курсах, устроился в коллегию адвокатов при Томском губернском суде, где работал на протяжении года.
В 1926 году переехал в Новосибирск и первое время трудился в «Сельхозснабе», «Кредитбюро» и других акционерных обществах. С декабря 1935 года начал карьеру диктора в Новосибирском радиокомитете, а год спустя занял должность помощника режиссёра драматической группы детского вещания.

### Увольнение 1938 года
11 января 1938 года Артуров был освобождён от работы «за допущенные грубые политические ошибки в передачах». Посчитав увольнение несправедливым, отправил жалобу в Президиум ЦК профсоюзов работников искусств (Рабис), на которую отреагировала проверяющая комиссия, выявившая нарушения условий труда дикторов городского радиокомитета: отсутствие выходных, перерывов и др.
В итоге Президиум ЦК Рабис поручил отменить решение разрядно-квалификационной комиссии и обратиться к Новосибирскому радиокомитету с предложением вернуть Артурова на рабочее место, а при отказе исполнить это предложение наделить его правом в течение 14 дней обратиться в суд.
Конфликт разрешился в пользу диктора — он был восстановлен в должности. Но пометка в личном деле 1938 года («Грипп рекомендован и устроен на работу старшим диктором А. Замятиным-Белопашниковым, арестованным органами НКВД в 1937»), мещанское происхождение, прежняя служба в Белой армии и отстранения от работы в радиокомитете ещё не раз создавали неприятности сотруднику вещания.

### Период с 1940-х по 1973 год
В 1940-х годах занимался озвучиванием документальных фильмов на Новосибирской студии кинохроники. В 1948 году попал под сокращение вместе с большим числом других рабочих радио (чуть менее трети всего коллектива) и одновременно уволен с киностудии. Предлогом лишения его должностей стала другая работа. Кадровая чистка коснулась и его жены Е. И. Фугенфировой, чтицы радиокомитета. Чтобы преодолеть этот непростой год, супруги начали постепенно распродавать своё богатое собрание книг.
Сохранял связь с любимой работой и после выхода на пенсию: поочерёдно заведовал канцелярией и архивом. В поздние годы вместе с В. В. Литвиновым занимался историей Новосибирского радио: собирал фотографии, воспоминания и другие материалы, которые впоследствии были утеряны.
Встретил своё семидесятилетие на рабочем месте, где через несколько лет умер.

## Оценки
Профессионализм диктора неоднократно удостаивался высоких оценок в довоенную эпоху, во время войны, а также в послевоенный период и отмечался различными профессиональными категориями, в том числе высшей (13 марта 1945 года).